# اژدها
اَژدَها، اَژدَر، دیومار یا ثُعبان یکی از جانداران افسانه‌ای در فرهنگ‌های جهان است. اژدها در اساطیر جهان جایگاه مثل دارد.

## توصیف اژدها
اژدها از جمله مشهورترین موجودات افسانه‌ای در میان ملل مختلف محسوب می‌شود. در تعریف رایج جانوری است بسیار تنومند با بدنی خزنده مانند، که در برخی داستان‌ها و افسانه‌ها توانایی‌هایی مانند پروازکردن یا پرتاب آتش را نیز دارد.
در فرهنگ غرب اژدها را بیشتر به صورت یک دیو درنده‌خو و بدذات توصیف می‌کنند که نمادی از پلیدی است و قصد آسیب رساندن به انسان‌ها را دارد. بر خلاف فرهنگ غرب، در فرهنگ کشورهای شرق و جنوب شرق آسیا، اژدها جانوری مقدس و نیکو است که خرد و دانش فراانسانی دارد.

## واژه‌شناسی در فارسی
ریشه دو واژه اژدها و اژی دهاک یکی است و صورت‌هایی دیگری چون «اژدر»، «اژدرها» و «اژدهات» دارد
اژدها که در اوستایی «اَژی» (aži)، در پهلوی «اَز» (az) و در سانسکریت «اَهی» (ahi) خوانده و نامیده می‌شود، به معنای «مار ترسناک و سهمگین» است. در متن‌های کهن ایرانی، گاه این واژه به گونه عام به کار می‌رود.

## در اساطیر و ادبیات جهان
اژدها جانوری است که در کهن‌ترین سنن نماد ویرانگری و نیز آب و آبادانی بوده‌است. روزگاری دراز اساطیر شناسان می‌پنداشتند که اژدها نمایشگر شر و انگیزه پیشرفت بشر است و سرگذشت بشر سراسر کوششی است برای رهایی از قدرت درهم شکننده اژدها.

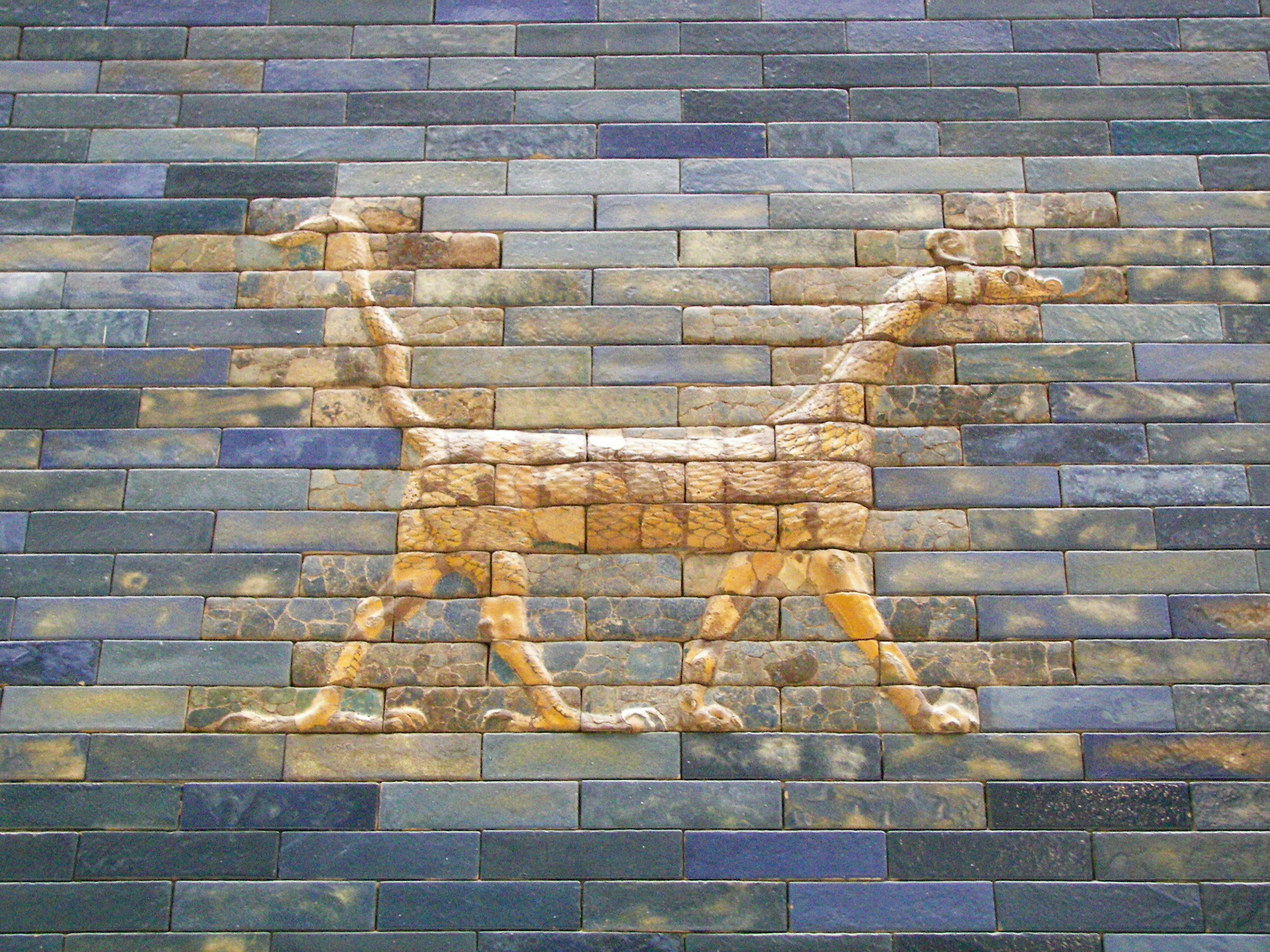
کهن‌ترین تصویر موجود از اژدها بر روی دروازه بابل واقع در موزه پرگامون.

رابطه میان اصل و آغاز جهان و اژدها در کیهان‌شناسی بابلیان آشکار است. در این کیهان‌شناسی، تیامات یا اژدهایی که نماد ظلمت آغازین است غالباً به صورت ماری خشمگین شده و مردوک یا قهرمان خورشیدی بر آن چیره می‌شود. بدینگونه جهان روشن پدرسالاری جهان آغازین مادرشاهی را تسخیر می‌کند.

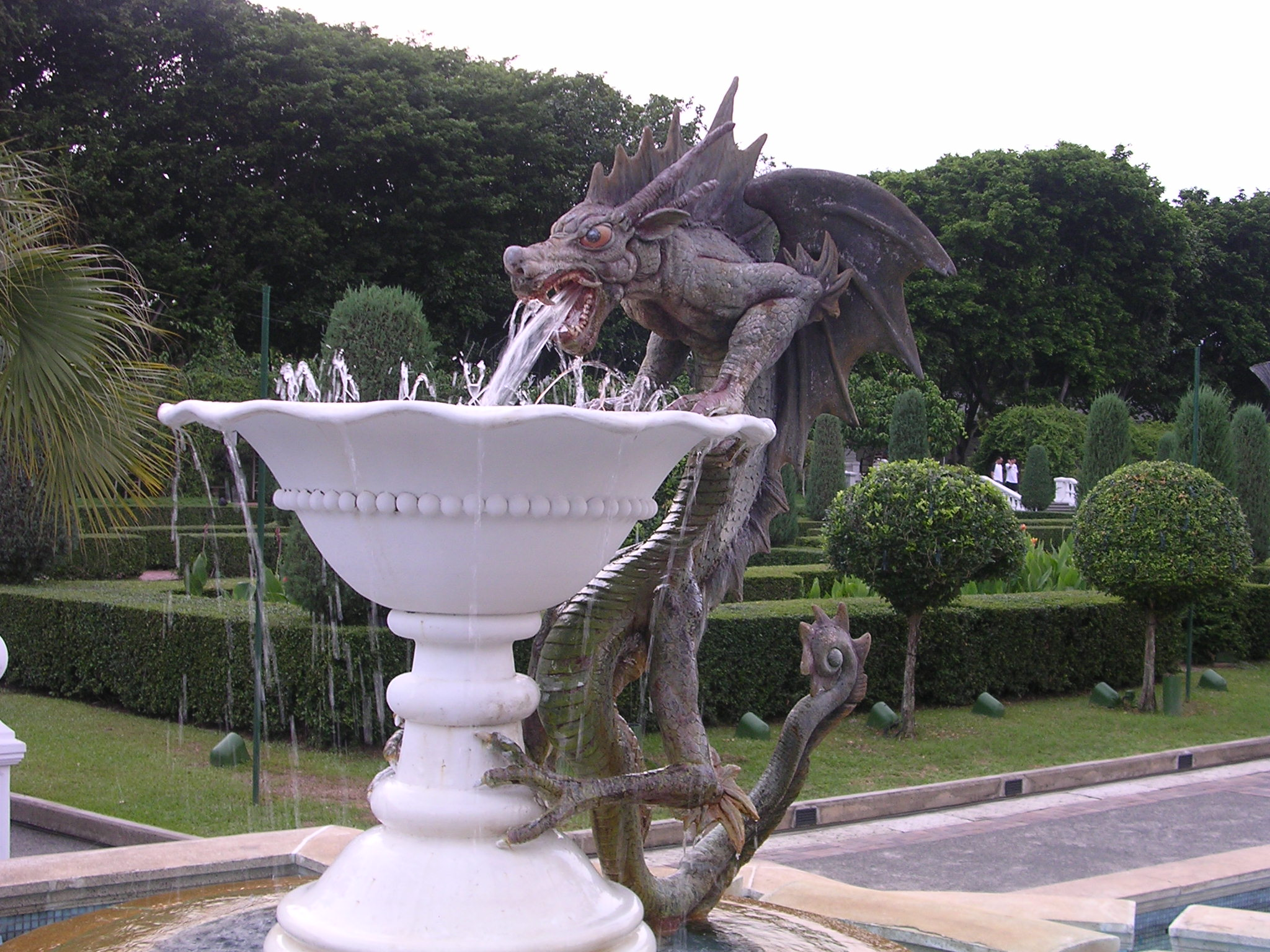
تندیس اژدها در سنگاپور

در مصر باستان اژدها رمز طغیان‌های بزرگ رود نیل بوده‌است و سود و زیان آن طغیان‌ها را که بارورکننده یا ویران‌کننده‌اند نشان می‌داده‌است. از این رو اژدها غالباً هم با خداوند ازیریس و هم با الههٔ هاتور همانند می‌شده و گاه نیز از لحاظ خیر و برکتی که داشته با اُسیریس و به سبب ویرانگری‌اش با «ست» دشمن اُسیریس یکی می‌شده‌است.
اژدها همیشه حیوانی نیرومند و سهمگین پنداشته شده و گاه چنان‌که در چین، مقدس بوده و پرستیده می‌شده‌است، زیرا او را بخشندهٔ آب و باران می‌دانسته‌اند. در بعضی نقاط اژدها را همان تمساح دانسته (تمساحی بزرگ) و پنداشته‌اند که تمساح آورنده باران است. اقوام بسیار معتقد بودند که اژدها خدای طوفان و هوای بد و سیل و دیگر بلاهای آسمانی است و طوفان بر اژدها سوار شده موجب لغزش زمین و زمین‌لرزه می‌شود. تقریباً همه جا اژدها با شب و تاریکی و بطن مادری و آب کیهانی پیوسته و مربوط بوده‌است.
برخی از اژدهایان چند سر مشهورند، چون لادون که نگاهبان سیب‌های زرین هسپریدها بود. بعضی اژدهایان یا مارهای چند سر نیز شاخ‌هایی به اشکال گوناگون داشتند از قبیل اژدهای قرمز هفت سر به نام آپوکالیپس، وانی، اژدهای چینی و ژاپنی نیز چندین شاخ دارد. نزد اقوام سرخ‌پوست پوئبلو مار شاخدار نماد روان و روح آب بوده‌است، و به باور مانی شیطان یا اهریمن درآغاز بر آب‌ها فرمان می‌راند، «او همه چیز را تباه می‌کرد و ویران می‌ساخت».
اژدها تنها موجود اسطوره‌ای است که در فرهنگ تمام ملل جایگاهی داشته‌است. عرب‌ها، چین، ژاپن، ایران، مصر، یونان، روم، شمال اروپا در کتب تاریخی از این موجود یاد شده‌است.
فرهاد عسکری محقق و فیلسوف اعتقاد دارد که این موجود در گذشته وجود داشته ولی نه به این شکل که مجسمه و روایات ذکر کرده‌اند، بلکه شاید به صورت موجود (مار عظیم) مانند کنت دراکولا یا ضحاک.

## در اساطیر و ادبیات ایران

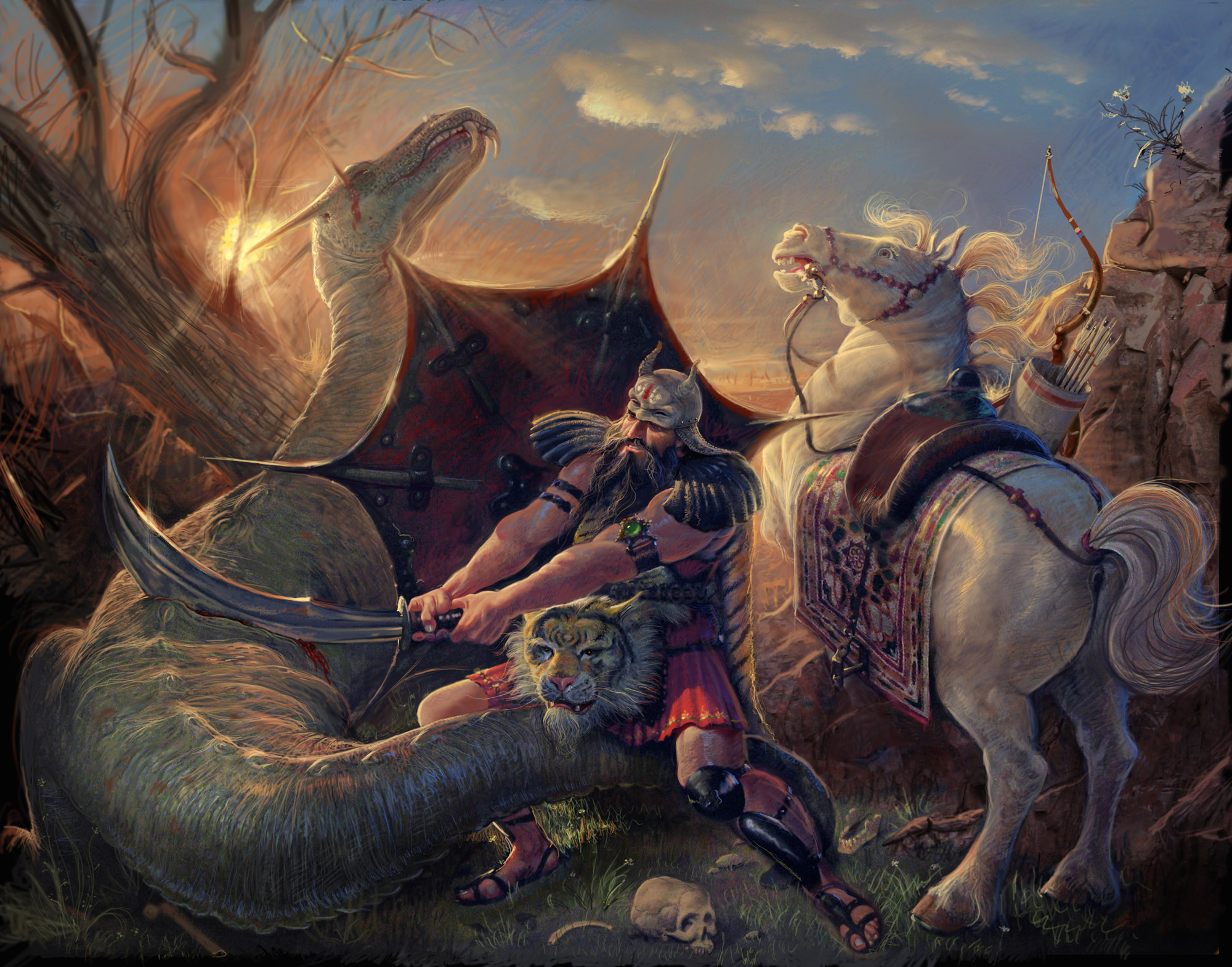
رستم در حال کشتن اژدها اثر عادل عدیلی

سیمای اژدها در تاریخ اساطیری ایران، در نهایت سهمناکی، زشت‌رویی و پَلَشتی است. آن‌ها از نخستین یاران اهریمن هستند که آفرینش نیکوی اهورامزدا را آشفته می‌نمایند؛ ولی توانایی تباه آن را ندارند. اگر فدیه گران‌بهایی نثار ایزدانی همچون آناهیتا و وایو می‌کنند (یشت ۵، بندهای ۲۹–۳۱ و ۴۱–۴۳ و نیز یشت ۱۵، بندهای ۱۹–۲۱). بر اساس ادبیات اوستایی، هنگامی که اهورامزدا نخستین سرزمین نیک خویش را می‌آفریند (ایرانویج)، آنگاه اهرمن همه تن مرگ برای تباهی آن، اژدهایی (اژدهای سرخ) را در رود دائیتی پدیدمی‌آورد (وندیداد ۱، بندهای ۲–۴). از سوی دیگر نیز ایزد هم با رزم‌افزارهای خود به نبرد با اژدهای زرد برمی‌خیزد تا او را نابود سازد (یسنه ۹، بند ۳۰).
بر اساس ادبیات ودایی و اوستایی، دو اژدهای ورتره و اپه اوشه (اپوش)، آبها را در دژ جادویی خود اسیر، ابرهای آسمانی را سترون و زمین را خشک و کویر می‌سازند؛ ولی سرانجام به دست ایزدان ایندره و تیشتر تباه می‌گردند. از دیگر سو نیز اژدهاک و افراسیاب تورانی نشان از اژدهایان اساطیری دارند که با گذشت زمان و به هنگام تغییر ساختار ساده و نخستین (روایت اوستایی) داستان به شکل پیچیده و پویا (روایات پهلوی و خدای‌نامه)، جامه نوین پادشاه انیرانی (= ناایرانی) را بر تن می‌نشانند. خشکسالی، سترونی، زوال و مرگ، ارمغان دشخدایی آنان بر ایران است.
پرداخت شخصیت و ویژگی‌های اژدها در روایات اساطیری چندان کامل و دقیق نیست، زیرا اسطوره تنها به آن بخش از سرگذشت زندگی یک بوده اهریمنی (یا حتی قهرمان) می‌پردازد و آن را آنچنان می‌بالاند و با شکوه و اغراق درمی‌آمیزد که برای نمایش جهان‌بینی ویژه خویش و دیگر اهداف خود نیاز دارد. اما این پرداخت در روایات حماسی (برخلاف نمونه‌های اساطیری شکل کامل‌تر و پویاتری دارد و اژدها در این داستان‌ها چهره‌های گوناگونی دارد که از میان آن‌ها دو گونه بیش از دیگر نمونه‌ها دیده و تکرار می‌شود.
اژدها در نخستین چهره، سیمای «فرمانروای بیگانه اژدروشی» را به خود می‌پذیرد که با تازش بر ایرانشهر و چیرگی بر پادشاه این سرزمین، فرمانروایی را در دست می‌گیرد، زندگی مردمان و ستوران آنان را تباه، باران و آب را دربند و خشکی و نیاز را بر سرتاسر زمین حکمفرما می‌سازد. این فرمانروای دژکامه انیرانی با رزم‌افزار جادویی و سپند قهرمان بی‌همتایی از تبار پادشاهان نیکوی ایرانی، تباه می‌شود. آشتی، آرامش و زیبایی ارمغان پادشاهی نیک قهرمان بر ایران زمین است. روایت کارزارهای «فریدون و ضحاک»، «اسفندیار و ارجاسب تورانی» (هر دو به نقل شاهنامه) و داستان نبرد پادشاهانی همچون «منوچهر، زو و کی خسرو با افراسیاب اژدهاوش» را می‌توان در شمار گونه‌هایی جای داد که اژدها با چهره پادشاه دژکامه انیرانی پدیدار می‌شود.

## اژدها در نگارگری
از آن جا که نگارگران دورهٔ اسلامی، برای ترسیم جانوران خیالی، از طرح‌های سنتی یکسانی استفاده می‌کرده‌اند و به ندرت، آن جاندار را به خلاف آنچه که گذشتگان کشیده بودند، می‌کشیدند، تصویر اژدها در نگارگری‌های دورهٔ اسلامی، تصویر واحدی است.
در این تصویر، اژدها، به شکل ماری بزرگ ترسیم می‌شود که دست و پاهایی همچون شیر دارد. بر روی کتف‌ها و بالای پاهای این جانور، پشم‌هایی دیده می‌شود. پشتش حالتی شبیه پولک دارد و زیر شکمش، خط‌هایی موازی است. اژدها در هیچ‌یک از نگارگری‌های ایرانی، بال ندارد؛ ولی در اسطوره‌ها و داستان‌های عامیانه بالدار هم در نظر گرفته شده‌است، همان‌طور که در فرهنگ دهخدا آمده :جانوری اساطیری به‌شکل سوسماری عظیم دارای دو پر، که آتش از دهان می‌افکنده و پاس گنجهای زیرزمین می‌داشته‌است.
سر اژدها، معمولاً همچون سر گرگ است. پوزه‌ای دراز و دهانی بازدارد که زبان باریکش از آن بیرون است. گاهی نیز شعلهٔ آتشی از آن می‌جهد.
با توجه به شباهت زیاد اژدهای نگارگری‌های اسلامی با اژدهای نگارگری چینی و نیز با توجه به این که تصویر کردن اژدها در نگارگری‌های اسلامی، پس از دورهٔ تیموریان و انتقال فرهنگ چینی توسط مغولان به ایران، رواج یافت، می‌توان حدس زد که طرح اژدهای نگارگران اسلامی بعد از مغول، بر گرفته شده از اژدهای چینی است.

## درخت خون اژدها
نام یکی از درخت‌های جزیره سقطرا (سُقُطری عربان، مجمع‌الجزایر واقع در باختر اقیانوس هند، میان دو قارهٔ آسیا و آفریقا و در دهانهٔ خلیج عدن از آن کشور یمن) خون اژدهاست. این درخت با نگاه از بالا مانند یک بشقاب پرنده گرد است و برگ‌های سوزنی شکلش به سمت بالا کشیده شده و از رو به رو یکسره به قارچ ماند. تنه درخت هیچ شاخ و برگی ندارد و تنها سر درخت پر از برگ‌های سوزنی شکل است. صمغ درخت اژدها را برای رنگ‌کاری و برق اندازی کار گیرند و فزون بر کاربردهای پزشکی صمغ، سال‌های سال کیمیاگران هم برگ‌هایش را به کارهای خود زده‌اند.

## معبد اژدها
در ده کیلومتری جنوب شرقی گنبد سلطانیه، در نزدیکی روستای ویر، در پهنه‌ای مستطیل شکل در دامنه کوه دو اژدهای بی‌مانند و شگفت‌آور قرار گرفته‌است. این محل به نام معبد اژدها و داش کسن (سنگبر) خوانده می‌شود و مردم محل آن را به نام شیرین و فرهاد می‌نامند. در درون این مجموعه هنری زیبا، سه غارتاق دستکند با اندازه‌هایی مشخص در دل کوه سترگ کنده شده که پیرامون ورودی‌های آن را کنده کاری‌ها و سنگبری‌های زیبای و چشم‌نوازی جلوهای ویژه بخشیده‌اند. مهمترین بخش این کنده کاریها، که در نوع خود در ایران منحصر به فرد است، دو تصویر اژدهاست که در روبروی یکدیگر، با طول بیش از ۵ متر، به شکل قرینه در دل سخت سنگ کنده شده‌اند، که در پیچ و خم‌های خود جهانی از اسرار نهفته دارند. پیرامون این نقش برجسته‌های یگانه و بی‌مانند، مهرابه‌ای زیبا و نقش دار، با طرحهای اسلیمی، گل و بوته و مقرنس بر پیکره بیجان سنگ کنده کاری شده‌اند. تقارن در هرجای این نیایشگاه به چشم می‌خورد.
در روستای خُنگ بیرجند در منطقه ای باستانی به نام شبرنگ غاری دستکند به نام لون اژدها وجود دارد و به زمین‌های بالادست آن سرپشت می‌گویند که به گفته بومی‌های منطقه محل زندگی گبرها بوده‌است.
دانشمندان و اندیشمندان ایران‌شناس بر این پندارند که غارهای معبد اژدها، یکی بزرگتر در جنوب و دو تا قرینه در شرق و غرب، نخست نیایشگاه آیین مهر، بوده و کاربرد آن را حتی در دوران پس از اسلام هم نگه داشته بوده‌است. مار در آیین مهر و اژدها در فرهنگ ایرانی، نقشی بنیادین و اثرگذار دارند. اژدها با جهت‌گیری خود به درون نیایشگاه، گویی خوش آمدگوی تازه واردان است.